# Aeropuerto Alf. FAP David Figueroa Fernandini
El Aeropuerto Alférez FAP David Figueroa F. es un aeropuerto ubicado en la ciudad peruana de Huánuco. Es el terminal aéreo más importante de la Región Huánuco. Actualmente se encuentra administrado por CORPAC, una entidad gubernamental, y se encuentra al norte de la ciudad de Huánuco, a 4 km (kilómetros) de distancia.

## Operaciones
El aeropuerto funciona desde las 13:00 UTC hasta las 22:00 UTC posee 4 operaciones diarias regulares. Posee equipos de medición meteorológica y de comunicaciones.
La plataforma es de material de asfalto y tiene capacidad para recibir hasta aviones tipo BAe-146.

## Aerolíneas y destinos

### Aerolíneas
A la fecha, dos aerolíneas brindan el servicio de vuelos comerciales entre Huánuco y Lima: Star Perú y Atsa Airlines. Ambas tienen una frecuencia diaria. 

| Aerolíneas              | Ciudades             | Aeronave    | Alianza |
| ----------------------- | -------------------- | ----------- | ------- |
| Atsa Airlines 1 destino | Nacionales: (1) Lima | Dash 8-Q400 | N/A     |
| Star Perú 1 destino     | Nacionales: (1) Lima | Dash 8-Q400 | N/A     |

### Destinos nacionales
| Ciudades por regiones          | Nombre del aeropuerto                 | Aerolíneas              | Frecuencias por semana |
| ------------------------------ | ------------------------------------- | ----------------------- | ---------------------- |
| Lima (1 destino, 2 aerolíneas) |                                       |                         |                        |
| Lima                           | Aeropuerto Internacional Jorge Chávez | Atsa Airlines Star Perú | 30                     |